# Johnny Mercer: The Dream’s on Me
Johnny Mercer: The Dream’s on Me es una película del género documental de 2009, dirigida por Bruce Ricker, escrita por Ken Barnes, a cargo de la fotografía estuvo Chris Bierlein y Kenneth Neil Moore, el elenco está compuesto por Bill Charlap, Julie Andrews, Harold Arlen y Louis Armstrong, entre otros. El filme se estrenó el 4 de noviembre de 2009.

## Sinopsis
Apreciado y ponderado por personas como Irving Berlin y Cole Porter, Johnny Mercer ha sido definido como "uno de nuestros grandes poetas populares" y "el letrista estadounidense más perfecto". Durante su carrera, contribuyó con más de un centenar de músicos para hacer canciones de películas, como Hurra por Hollywood, Jeepers Creepers y Moon River.